# Conte Attilio
Il conte Attilio è un personaggio immaginario presente ne I promessi sposi, romanzo di Alessandro Manzoni.

## Biografia del personaggio
È un cugino di don Rodrigo, e aiuta quest'ultimo nel suo infame obiettivo, ovvero quello di catturare Lucia Mondella. Il personaggio compare per la prima volta nel capitolo V nel cosiddetto "banchetto dei potenti".
Nobilastro ozioso che, al pari del cugino, vive di rendita e passa le giornate tra sciocche dispute cavalleresche e comportamenti frivoli, si può dire che sia lui a mettere in moto le vicende narrate nel libro: il "capriccio" di don Rodrigo di far sua la giovane Lucia nasce da una scommessa partita proprio dal conte Attilio.
Nel corso delle vicende del romanzo si attiverà per portare a compimento il malvagio piano, andando, ad esempio, nel capitolo XVIII va a Milano per chiedere aiuto al potente conte zio perché impedisca a padre Cristoforo di interferire con la scommessa. Nelle fasi finali del romanzo, il conte Attilio morirà di peste; in occasione del suo funerale, don Rodrigo contrarrà lo stesso fatale morbo.
Luigi Russo lo definisce "un virtuoso della malizia e un manesco senza rimorsi" che non brilla per scaltrezza e diplomazia: durante il banchetto nel palazzotto di don Rodrigo (cap. V), egli rischia di compromettere, con il fervore della sua discussione, i rapporti con il podestà, asserendo, contro ogni regola, che è possibile bastonare il portatore di una sfida (celebri le sue espressioni "violabile, violabilissimo, bastonabile, bastonabilissimo") o che la carestia che imperversa a Milano sarebbe risolvibile impiccando alcuni fornai.
È anche vile giacché, essendo scoppiato il tumulto popolare di San Martino per la scarsità del pane, rinvia il suo ritorno in città per evitare che qualcuno gli faccia del male:
"Questo [il conte Attilio], secondo i suoi primi disegni, avrebbe dovuto a quell'ora trovarsi già in Milano; ma, alle prime notizie del tumulto, e della canaglia che girava per le strade, in tutt'altra attitudine che di ricever bastonate, aveva creduto bene di trattenersi in campagna, fino a cose quiete. Tanto più che, avendo offeso molti, aveva qualche ragion di temere che alcuno de' tanti, che solo per impotenza stavano cheti, non prendesse animo dalle circostanze, e giudicasse il momento buono da far le vendette di tutti." (cap. XVIII)